# Fast Ethernet
Fast Ethernet je v informatice označení pro několik standardů sloužících pro budování LAN (lokálních počítačových sítí) s přenosovou rychlostí 100 Mbit/s. Nejrozšířenější varianta je 100BASE-TX, která pro přenos využívá 2 páry kroucené dvojlinky. Fast Ethernet byl představen v roce 1995 jako nástupce Ethernetu o rychlosti 10 Mbit/s. Jeho nástupcem se stal Gigabitový Ethernet o rychlosti 1000 Mbit/s, se kterým je Fast Ethernet zpětně kompatibilní.

## Design
Fast Ethernet je v podstatě rozšíření již existujících Ethernet standardů. Pro přenos signálu se používá klasická kroucená dvojlinka (ve variantě UTP či STP) nebo optické kabely v obou případech s protokolem CSMA/CD a hvězdicovou topologií, stejně jako 10BASE-T. Zajišťuje zpětnou kompatibilitu s původním 10 Mbit/s Ethernetem 10BASE-T, a proto umožňuje bezproblémovou koexistenci obou systémů.
Fast Ethernet je někdy označován jako 100BASE-X, kde X chápeme jako obecný symbol pro médium nesoucí přenosový signál: TX (kroucená dvojlinka), FX (optické vlákno), T4 (4 páry kroucené dvojlinky). Číslovka 100 v názvu protokolu označuje přenosovou rychlost 100 Mbit/s. Označení BASE pak v názvu označuje, že se přes přenosové médium přenášejí pouze ethernetové signály.
Adaptér pro fast Ethernet rozdělujeme na vrstvu MAC (anglicky Media Access Control), který se vypořádává s problémy na vyšší (programové) úrovni a PHY (anglicky Physical Layer Interface), ve které se řeší fyzická úroveň. MAC může být propojeno s PHY 4bitovým 25 MHz synchronním paralelním rozhraním známým jako MII (anglicky Media Independent Interface) nebo 2bitovou 50 MHz variantou RMII (anglicky Reduced Media Independent Interface). Huby (rozbočovače) se také dají připojit k více PHY pro různá rozhraní.
MII stanoví maximální teoretickou přenosovou rychlost dat pro všechny verze Fast Ethernetu až 100 Mbit/s. Ve skutečnosti je však maximální využitelná rychlost menší, protože se část přenosové kapacity spotřebuje na režii (každý ethernetový rámec je uvozen synchronizačními bity, obsahuje hlavičku s MAC adresou cíle a zdroje, typ přenášených dat, pak teprve vlastní přenášená data a nakonec ještě kontrolní součet).

## Přenosové médium

### Měděné kabely
100BASE-T obsahuje několik standardů pro kroucenou dvoulinku:
- 100BASE-TX (100 Mbit/s pro 2 páry vodičů, je potřeba kabel Cat5 nebo lepší)
- 100BASE-T4 (100 Mbit/s pro 4 páry vodičů, je potřeba kabel Cat3 nebo lepší, dnes se již nepoužívá)
- 100BASE-T2 (100 Mbit/s pro 2 páry vodičů, je potřeba kabel Cat3 nebo lepší, dnes se již nepoužívá)

Délka kabelu pro standard 100BASE-T je 100 m (328 ft, tj. stejně jako 10BASE-T a Gigabitový Ethernet). Všechny tyto standardy byly schváleny roku 1995 normou IEEE 802.3. Téměř všechny instalace jsou prováděny standardem 100BASE-TX, neboť ostatní z rodiny 100BASE-T se již nepoužívají.

### Optické kabely

#### 100BASE-FX
100BASE-FX je verze Fast Ethernetu přes optické kabely. Používá vlnové délky 1300 nm blízko infračerveného spektra (NIR). Pro přenos se používají 2 vlákna, jedno pro příjem (RX) a druhé pro vysílání (TX). Maximální délka je 400 metrů (1310 ft) pro half-duplex připojení a 2 km (6600 ft) pro full-duplex přes vícevidové optické vlákno.
100BASE-FX není kompatibilní s 10BASE-FL, což je 10 MBit/s verze pro optické vlákno.

#### 100BASE-SX
100BASE-SX je verze Fast Ethernetu přes optické kabely. Pro přenos signálu se používá vlnová délka 850 nm a vícevidové optické vlákno. Jedná se o levnější variantu než 100BASE-FX, neboť používá optika pro krátké vlnové délky, která je výrazně levnější než optika pro dlouhé vlnové délky používaná u 100BASE-FX. 100BASE-SX může operovat na vzdálenost až 550 metrů (1800 ft).
100BASE-SX používá stejnou vlnovou délku jako 10BASE-FL, 10 Mbit/s verze přes optické vlákno. Na rozdíl od 100BASE-FX to umožňuje zpětnou kompatibilitu s 10BASE-FL.

#### 100BASE-BX
100BASE-BX je verze Fast Ethernetu, která používá jednovidové optické vlákno (na rozdíl od 100BASE-FX, která používá vícevidové optické vlákno). Pro vysílání a přijímání se používají 2 vlnové délky 1310/1550 nm. Vzdálenosti mohou být 10, 20 nebo 40 km.

#### 100BASE-LX10
100BASE-LX10 je verze Fast Ethernetu přes dvě jednovidová optická vlákna. Maximální délka vedení je 10 km a vlnová délka používaná k přenosu je 1310 nm.